# Gran Sinagoga de Brussel·les
La Gran Sinagoga de Brussel·les (en francès, Grande synagogue de Bruxelles; en neerlandès, Grote Synagoge van Brussel ; en hebreu, בית הכנסת הגדול של בריסל) és la seu del Consistori Central Israelita de Bèlgica, és la principal sinagoga de Bèlgica. És al Carrer de la Regència número 32 (en francès: Rue de la Régence 32 ; en neerlandès: Regentschapsstraat 32).Bèlgica va esdevenir un país independent en l'any 1831, en aquesta data la comunitat jueva de Brussel·les no disposava d'un lloc de culte. L'any 1878 es va inaugurar una sinagoga dissenyada per l'arquitecte Désiré De Keyser, perquè no es confongués amb una església, van decidir rematar l'edifici d'estil romànic amb elements romans d'Orient. Les vidrieres van ser realitzades per l'artesà Henri Dobbelaere. Els mobles de l'interior de l'edifici, i l'Aron ha-Qodeix a on es guarda el rotlle de la Torà, els van fabricar els ebenistes de la Casa Demeuter.